# Yessica Ramírez
Yessica Ramírez (Culiacán, 15 luglio 1982) è una modella messicana, cresciuta a Tijuana.
Ha rappresentato lo stato messicano di Baja California al concorso di bellezza nazionale Nuestra Belleza México. Pur non vincendolo, la Ramirez ottiene l'opportunità di rappresentare il Messico a Miss Mondo 2004, che si tiene a Sanya in Cina il 4 dicembre 2004. Durante il concorso, Yessica Ramirez si classifica fra le prime quindici finaliste e ottiene la fascia di Miss Mondo Top Model.